# François Stroobant
Pour les articles homonymes, voir Stroobant.
François Stroobant (aussi Franz Stroobant), né à Bruxelles le 14 juin 1819 et mort à Ixelles le 1er juin 1916, est un artiste peintre et lithographe belge. Il fut le premier directeur de l'École (future Académie) de Dessin et de Modelage molenbeekoise. 
Un médaillon à son effigie a été placé le 2 juillet 1908 sur ce bâtiment.

## Biographie
François Stroobant, né à Bruxelles le 14 juin 1819, est le fils de Pierre Stroobant, aubergiste, et Jeanne de Reymaeker. Il épouse le 29 mai 1849 à Bruxelles Adeline Genis qui lui donne de nombreux enfants. François Stroobant est notamment le père de l'astronome Paul Stroobant et le frère de Louis-Constantin Stroobant (1814–1872), connu pour avoir imprimé nombre d'illustrations pour les premiers dix volumes de la revue Flore des Serres et des Jardins de l'Europe.
Il est inscrit à l'Académie des Beaux-Arts de Bruxelles de 1832 à 1847, où ses professeurs sont François-Joseph Navez, Paul Lauters et François-Antoine Bossuet. Il commence son apprentissage dans l'atelier de lithographie d'Antoine Dewasme-Plétinckx, fort réputé à l'époque. Il continue sa formation en faisant son Grand Tour à travers divers pays européens : Hongrie, Galicie, Italie, puis Allemagne, Suisse, Hollande dont il rapporte abondance de croquis.
Il s'intéresse particulièrement à rendre les détails des villes, qui sont le thème de deux ouvrages illustrés : Monuments d'architecture et de sculpture de Belgique (1853) et Le Rhin monumental et pittoresque, en deux volumes in-folio.
En tant que peintre-décorateur, il orne de fresques de 1859 à 1860 le château de Presles, que Balat venait de reconstruire au goût du jour. Dans l'hôtel de ville de Bruxelles, il exécute pour le cabinet du bourgmestre une série de neuf tableaux représentant le vieux Bruxelles.
En 1865, il devient le fondateur et le premier directeur de l'Académie de Molenbeek-Saint-Jean.

## Hommages et distinctions
- Une rue d'Ixelles a été baptisée avenue François Stroobant pour perpétuer sa mémoire[4].

- Chevalier de l'ordre de Léopold (16 novembre 1863)[5].
- Officier de l'ordre de Léopold (7 février 1879)[5],[6].

## Œuvres

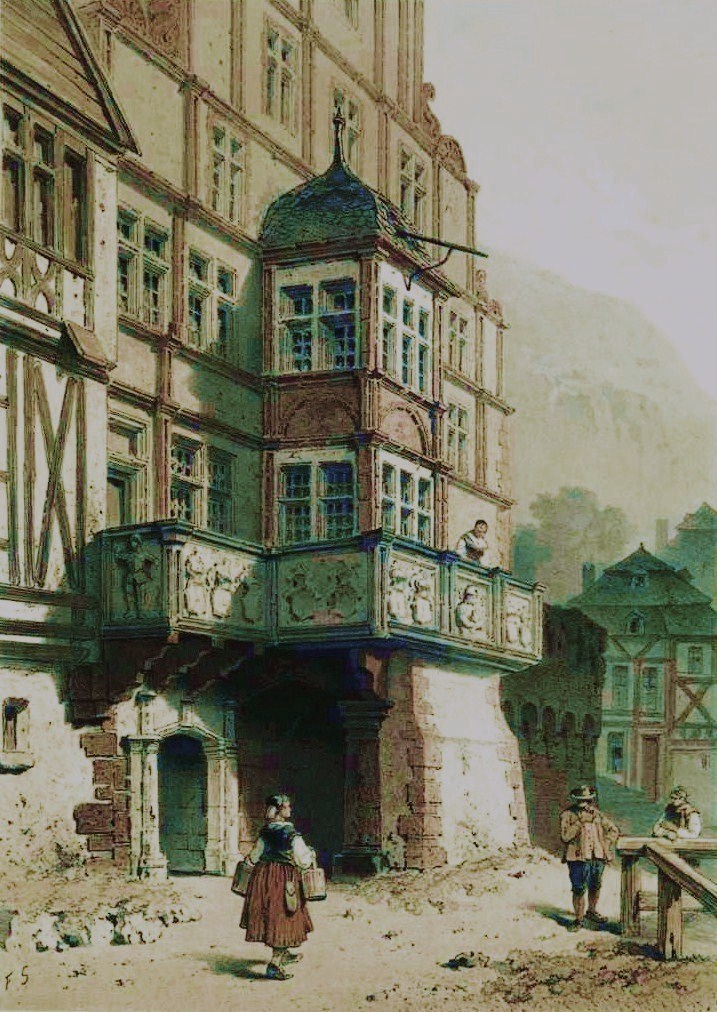
La Hilchenhaus, à Lorch.
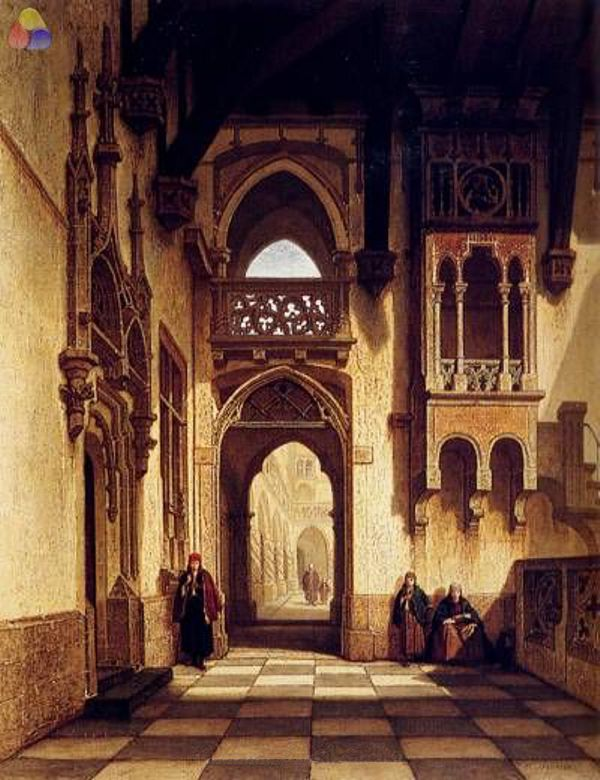
Palais de Casimir, Roi de Pologne.
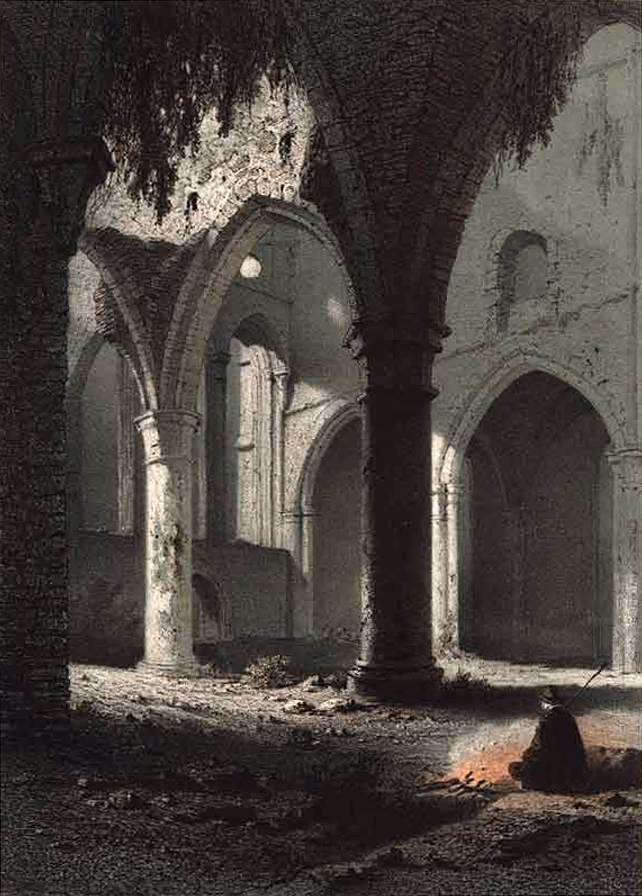
Ruines de l'abbaye de Villers-la-Ville.
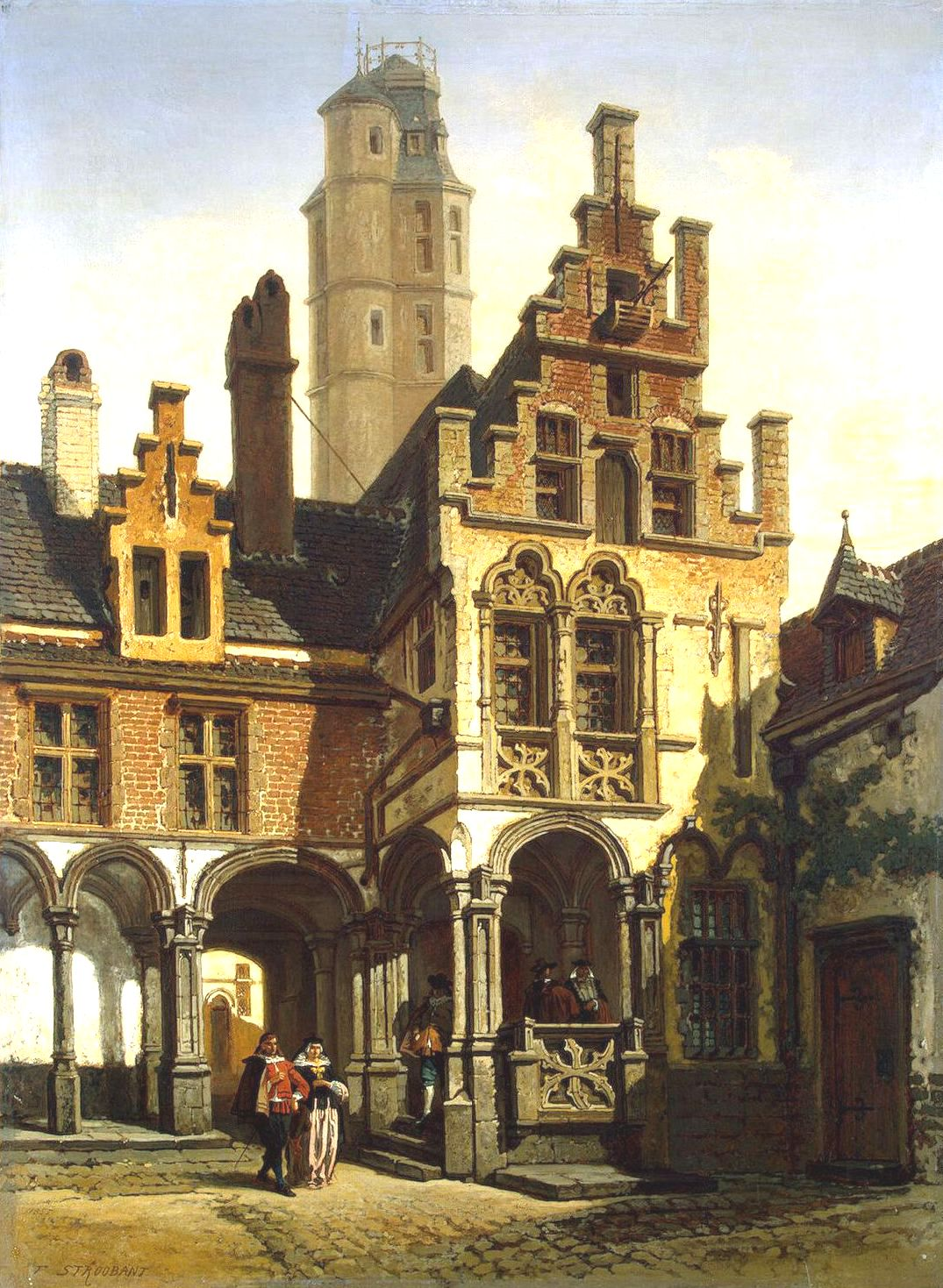
Cour du palais de Marguerite d'Autriche, à Malines.